# Jiří Mrázek (malíř)
Jiří Mrázek (22. dubna 1920 Praha – 2. března 2008 Praha) byl český malíř, textilní výtvarník a grafik.

## Život
Jiří Mrázek navštěvoval reálné gymnasium v Praze na Smetance, kde vyučoval Pravoslav Kotík. Po absolvování gymnasia se ucházel o studium na Akademii výtvarných umění u prof. Willyho Nowaka, ale nebyl přijat. Po uzavření vysokých škol na počátku německé okupace (1939) navštěvoval Keramickou školu (1939–1940) a poté byl v letech 1940-1941 studentem Ukrajinské akademie v Praze u prof. Ivana Kulce. V letech 1942–1943 pokračoval ve studiu na Státní grafické škole u prof. Zdeňka Balaše. Školu v té době navštěvovali také Adriena Šimotová, Jiří Chadima a Jiří Šindler.
Roku 1943 složil zkoušky na Uměleckoprůmyslovou školu a seznámil se se svou pozdější ženou, Daisy Troníčkovou. Škola byla v témže roce uzavřena a mladí manželé strávili čas do konce války na Březinách v Českomoravské vysočině. Po skončení války vystudoval v letech 1945–1949 Vysokou školu uměleckoprůmyslovou u profesora Josefa Kaplického Jeho spolužáky byli Adriena Šimotová, Jiří John, Jiří Chadima, Helena Slavíková, Jan Ambrož  a Jiří Šindler. Spolupracoval s arch. Jaroslavem Čermákem (1943-1953), pro kterého navrhoval užité umění do církevních staveb. Po absolvování vojenské služby pracoval v letech 1950–1967 jako textilní návrhář v Textilní tvorbě (od roku 1959 Ústav bytové a oděvní kultury, ÚBOK). Od roku 1959 samostatně vystavoval (Alšova síň UB).
Patřil do okruhu umělců, kteří se podíleli na přípravě Světové výstavy Expo 58 v Bruselu, kde Československo sklidilo nejvyšší ocenění. Počátkem 60. let byl zakládajícím členem skupiny UB 12 a vystavoval s ní do roku 1967. V roce 1964 mohl Mrázek poprvé vystavit své obrazy ve Špálově galerii v Praze. Tam jej objevil sběratel umění Lee Freeman z Chicaga, který ho zbavil existenčních starostí a umožnil, aby se Mrázek nadále věnoval volné tvorbě. Díky Jiřímu Mrázkovi, který ho vodil do ateliérů dalších umělců v Praze, vytvořil Lee Freeman během let významnou soukromou sbírku českého moderního umění.
Důležité retrospektivní výstavy Jiřího Mrázka uspořádaly Galerie umění Karlovy Vary (1988), GVU v Chebu (1989), České muzeum výtvarných umění a Galerie Gema (1998), Muzeum Kampa (2007, 2016). Jiří Mrázek žil a pracoval v Praze a zemřel zde 2. března 2008.

### Členství ve skupinách
- 1956-1966 Tvůrčí skupina užitého umění Bilance
- 1961-1969 Tvůrčí skupina UB 12
- 1983 okruh autorů Galerie H
- 1992 Umělecká beseda

### Ocenění
- EXPO 1958, Brusel, Velká cena a Zlatá medaile za textilní návrhy

## Dílo

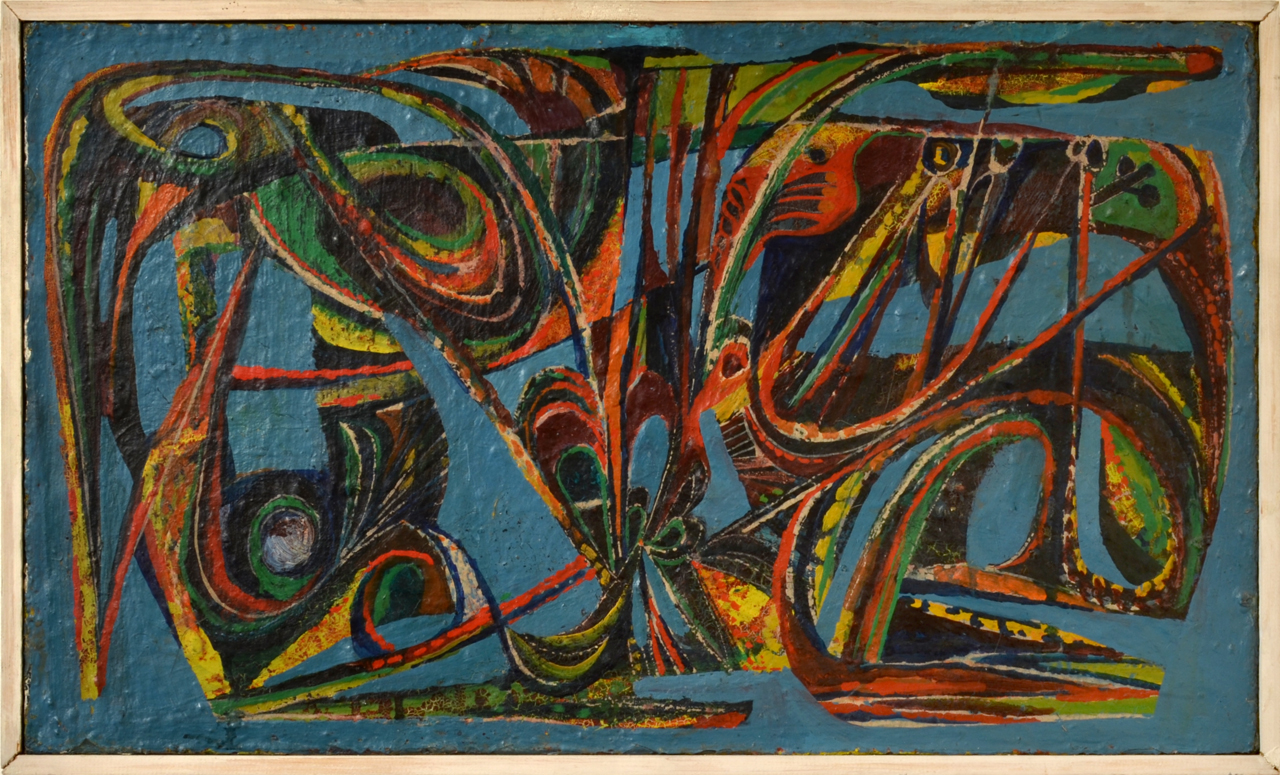
Tichomoří, 1948-49

Jiří Mrázek se již před válkou na studentské koleji seznámil s Václavem Boštíkem. Během války se setkávali v Boštíkově ateliéru spolu se sochařem Janem Křížkem a vedli rozhovory o výtvarných problémech. Všichni očekávali vznik nového poválečného slohu a spatřovali východisko z krize moderního umění v návratu k autentickým archaickým zdrojům. Diskutovali teze historika umění Elieho Faura o umění odrážejícím se od duchovního stavu společnosti a předpokládali obrodu nového abstraktního umění z mytických pravzorů. Z moderních umělců byli Mrázkovi blízcí zejména Paul Klee, Josef Šíma, Gustav Klimt a také přátelé ze skupiny UB 12.

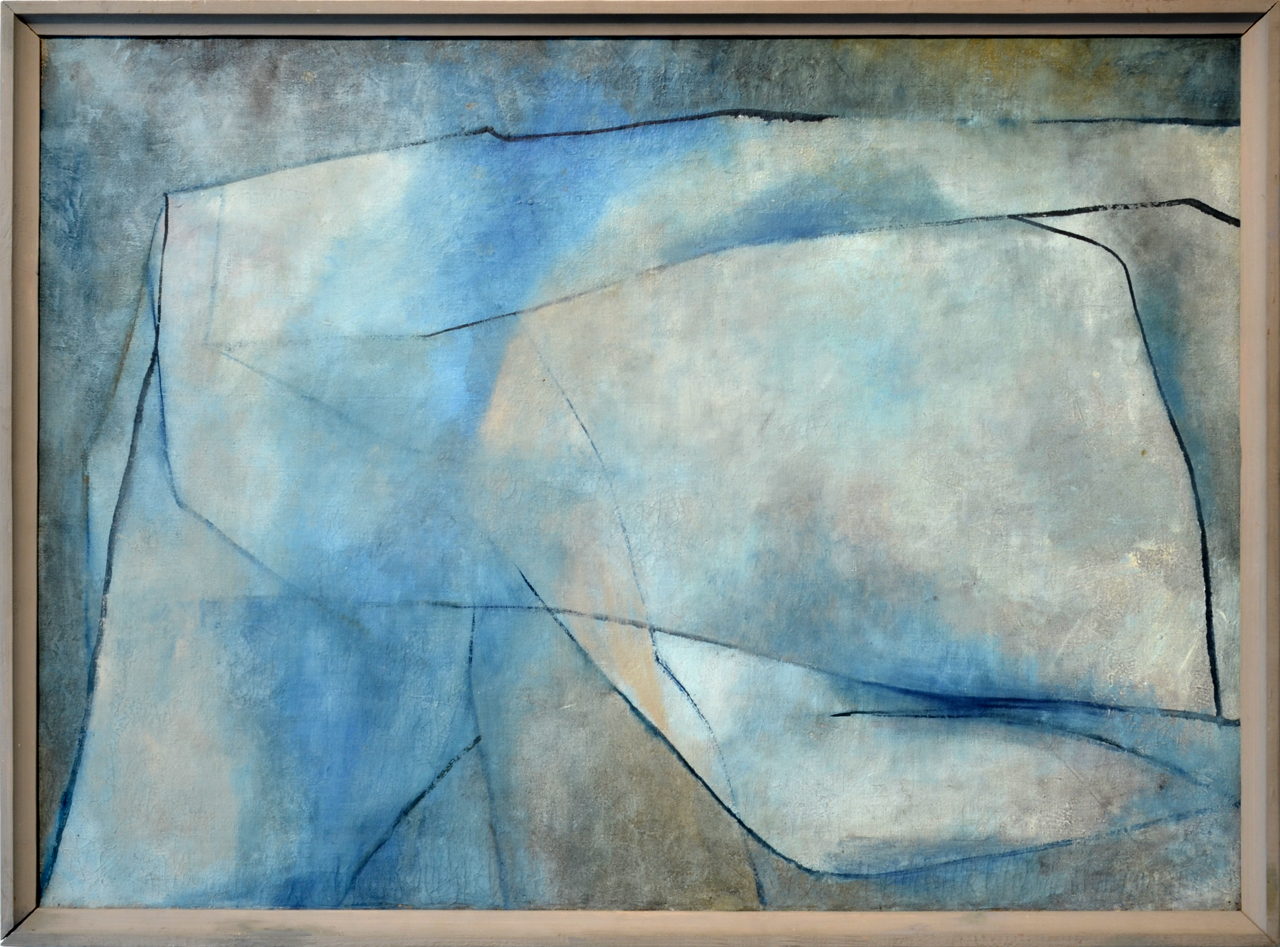
Krajina - žena, 1962, GU Karlovy Vary

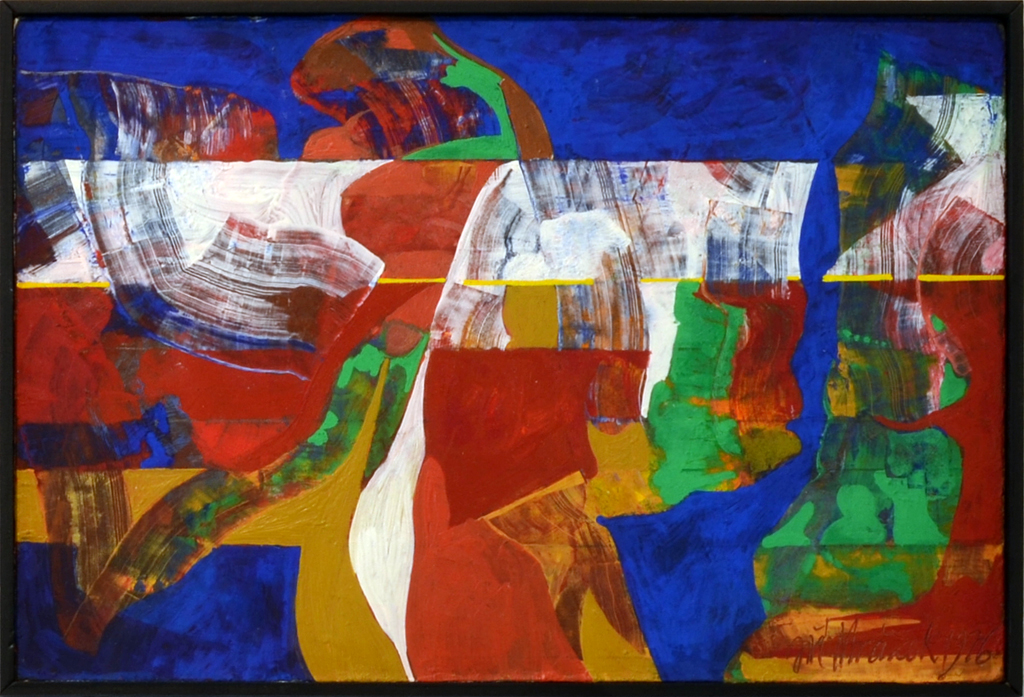
Hladiny, 1976

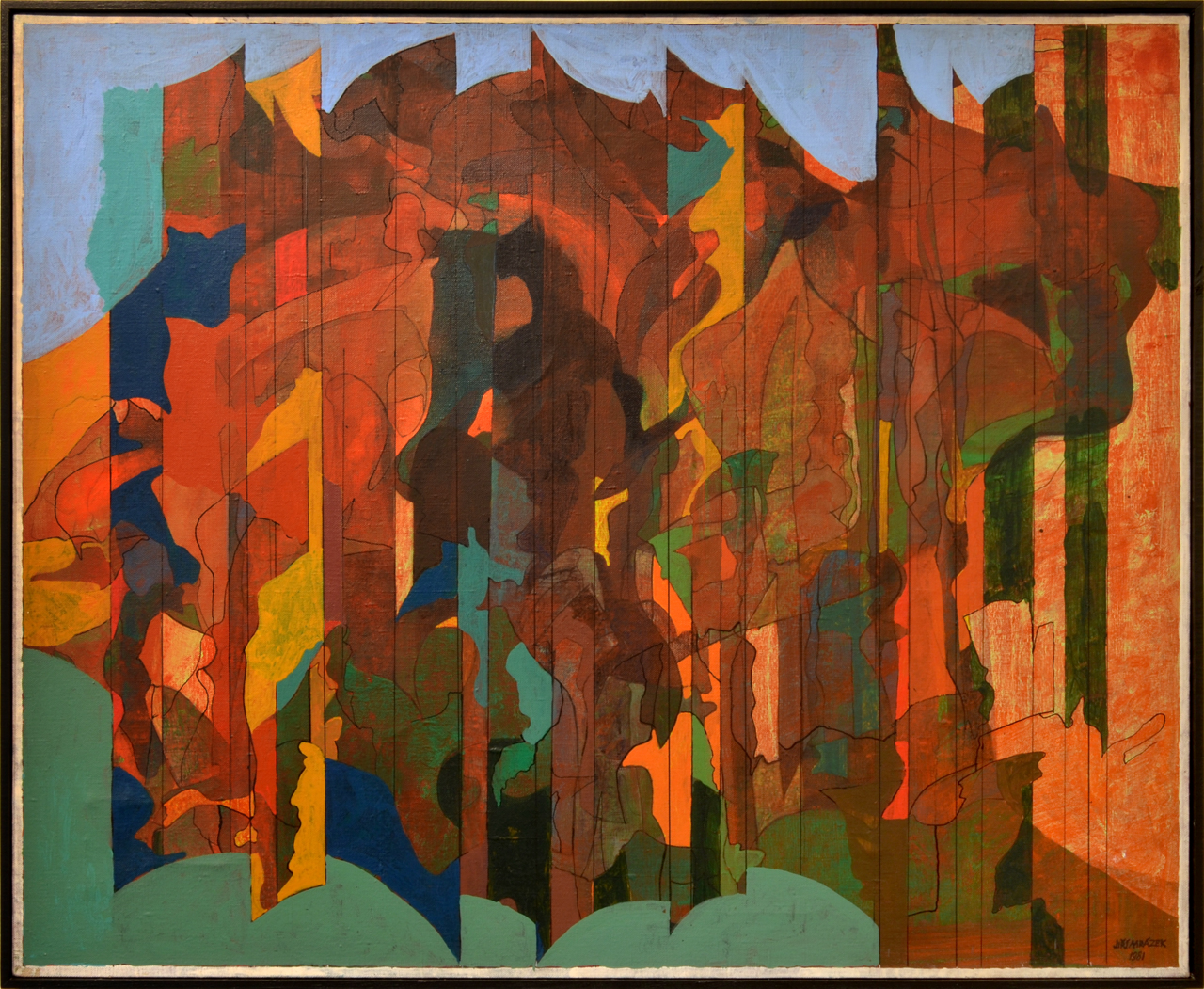
Les, 1981

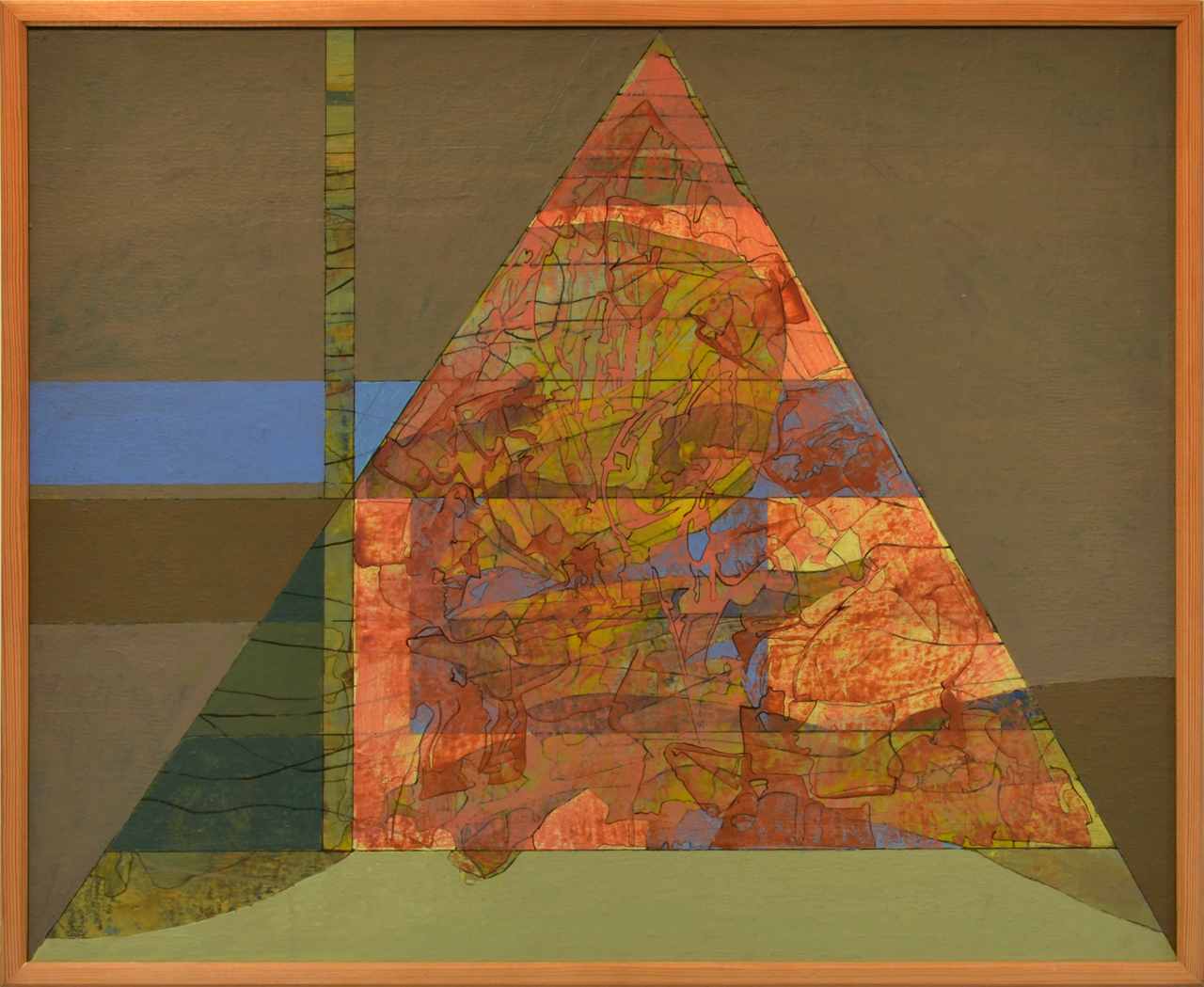
Pyramida, 1981

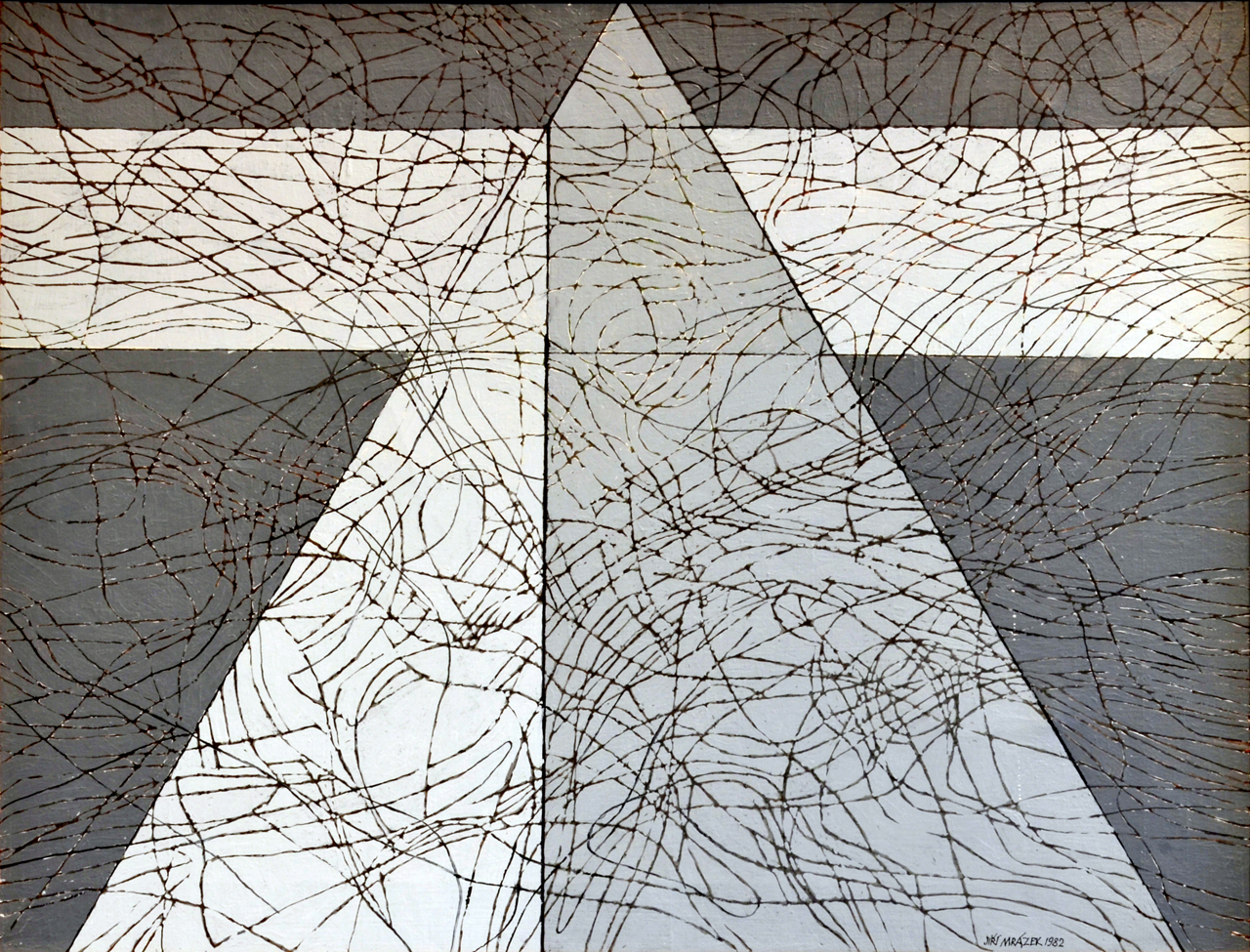
Šedá pyramida, 1982, Museum Kampa

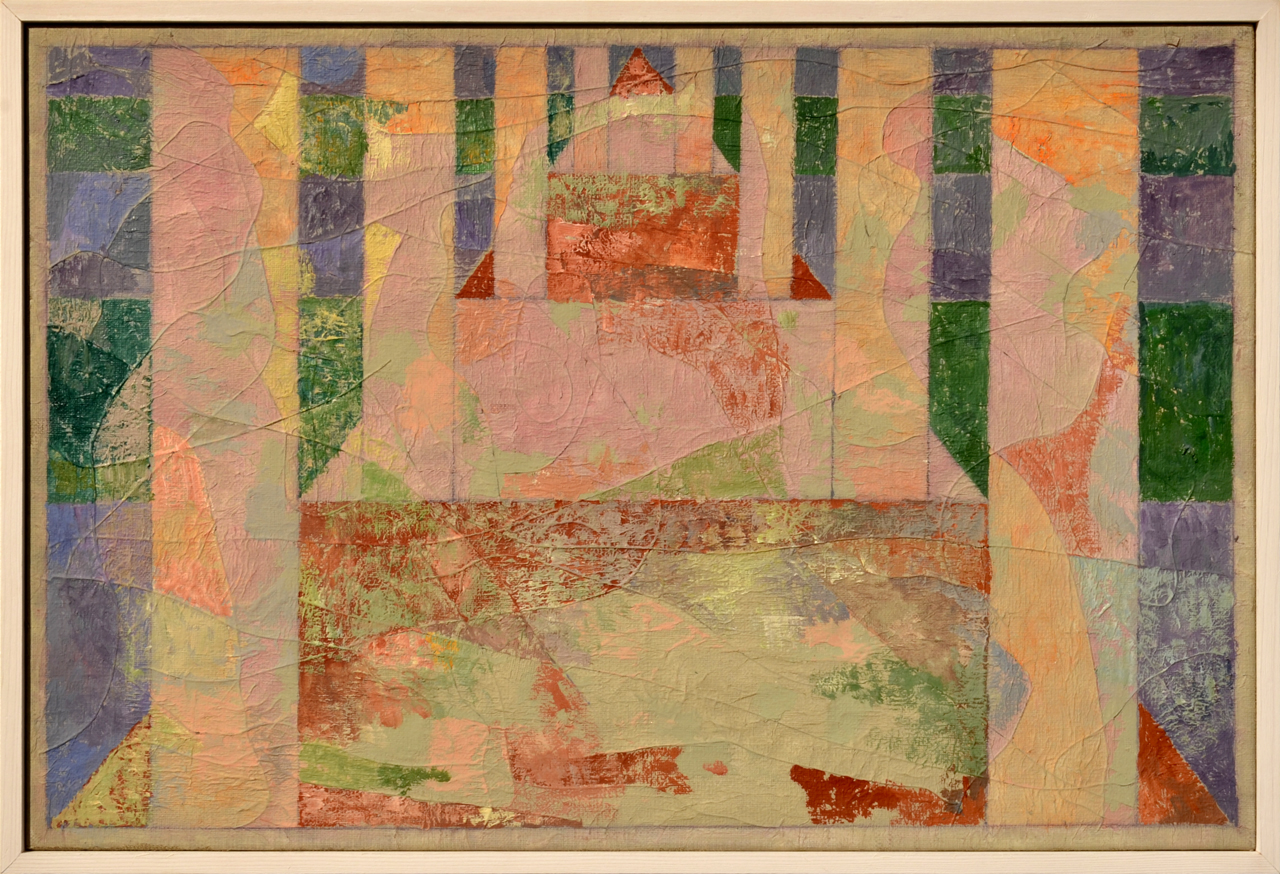
Růžová pyramida, přelom 80-90. let

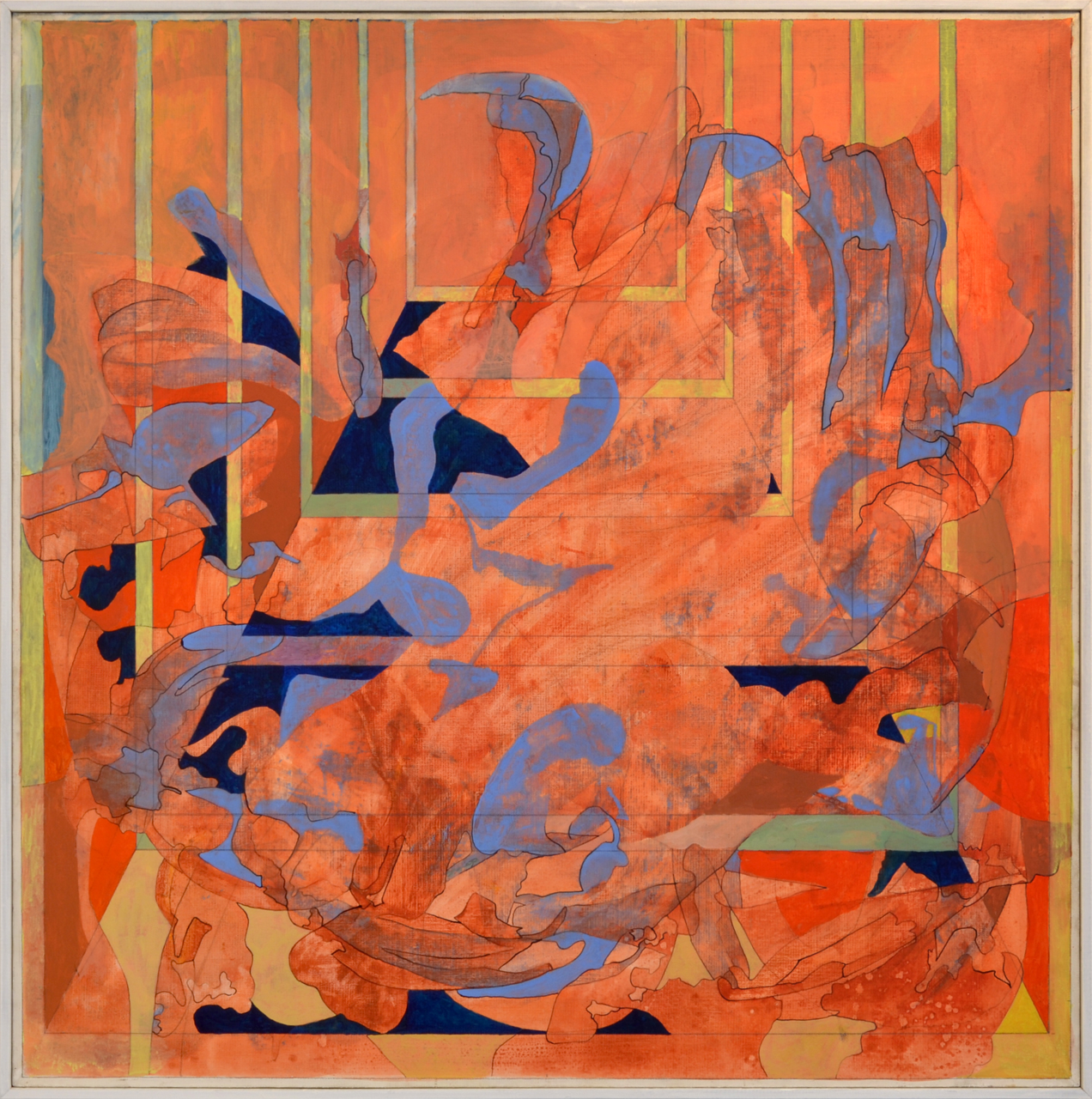
Perspektiva, kolem r. 1985

Ve druhé polovině 40. let Mrázek vytvořil soubor obrazů a prací na papíře, které mají uzavřený tvar abstraktní figury, ale jejich hlavním výrazovým prvkem jsou dynamické linie a barevnost. Od 50. let, kdy pracoval jako textilní návrhář u profesora Antonína Kybala, kreslil série ornamentálních vzorů a pomocí linie rozvíjel varianty plošných obrazců. V rámci zaměstnání jezdil Mrázek do plenéru, a to zejména do Beskyd a na Benecko v doprovodu Václava Bartovského nebo cestoval s Jiřím Johnem a dalšími přáteli po kraji Českého středohoří. Vnímání krajiny, její členitost a geometrický řád, střídání barev a změny světla byly důležité pro jeho další volnou tvorbu. Mrázkův přechodný návrat k předmětné skutečnosti provázely experimenty, ale hledání nového malířského stylu nakonec vyústilo v transformaci reality, kde dominantní úlohu hraje tlumená barevnost a linie. Mrázkovy obrazy z konce 50. let lze většinou řadit k lyrické abstrakci. Tento výtvarný styl se také vymezoval vůči oficiálnímu umění, ale v kontextu s tehdejším příklonem mladší generace k radikální nebarevné a expresivní materiálové abstrakci může s odstupem vyznívat jako estetizující manýra.
Mrázkova abstraktní krajinomalba od 60. let vyústila ve fantaskní krajiny nesoucí zřetelný erotický podtext (cyklus Krajina-žena). Na přelomu 60. a 70. let se proměnil repertoár výtvarných prostředků a jejich skladba, (cykly Okénka, Hemžení, Pyramidy, Mlýny, Dvory). Mrázek pracoval s kontrastem nepravidelnosti přírodních jevů a pevného a pravidelného geometrického řádu a s protikladem plošného a plastického ztvárnění. Opakovaně se vracel k figuraci i tématu krajiny a jak je patrné i z Mrázkových kreseb (Krajinná studie, 1967), důležitá byla pro něj linie a obrys. Zbytek obrazové plochy volně členil geometrickými tvary a barevnými skvrnami malovanými štětcem nebo širokou špachtlí (Šárka, 1976, Hladiny, 1976).
Geometrické rastry se v Mrázkových obrazech objevují od 60. let, ale v 80. letech se stávají rovnocennou nebo dominantní složkou obrazu, která vnáší do plochy řád, vymezuje barvám přísnější ohraničení (Okénka, 1983, Hemžení, 1984) nebo zdůrazňuje vertikalitu (Les 1981, 1986). Od konce 80. let se vrátil k principu členění plochy kolem centrálního bodu nebo linie a obraz konstruoval jako průniky pravidelných geometrických tvarů. Barva zde slouží k přesnějšímu vymezení překrývajících se linií a má víceméně dekorativní úlohu (Mumraj, 1988, Klubko, 1995). V jeho dílech se v té době objevuje motiv meandru.
Poslední Mrázkovy práce vycházejí z různě uspořádaných čtvercových sítí. Do nich dosadil barvy podle určitých principů tak, aby se shodné barevné tóny doplňovaly nebo vytvářely na základě kontrastu nové soustavy tvarů (Křížem krážem, 2002). Mrázek tak ze zkušenosti předchozí práce s barvou promítl do svých obrazů nový pohled na svět a nekonečné možnosti variací jeho řádu.

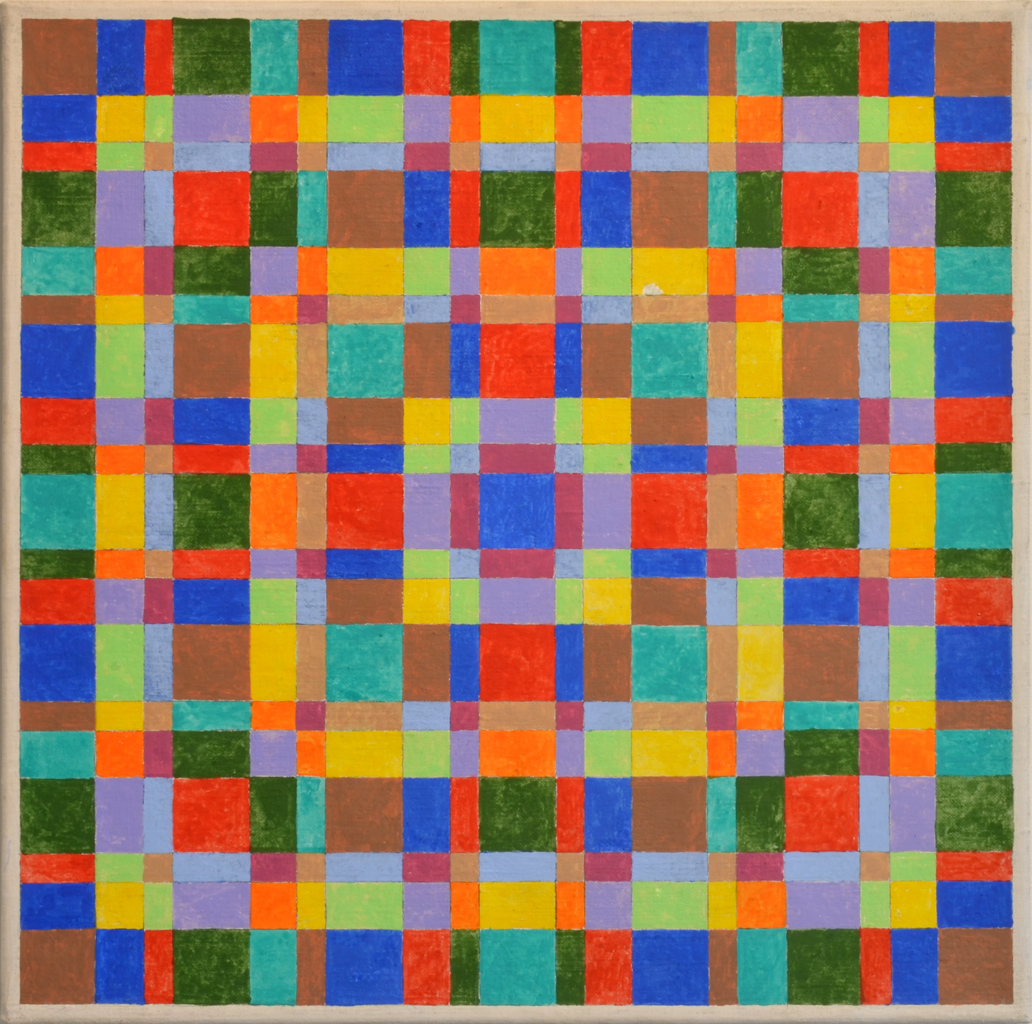
Ohníčky, 2005, Museum Kampa

### Zastoupení ve sbírkách
- Národní galerie v Praze
- The Art Institute of Chicago[8]
- Galerie hlavního města Prahy
- Muzeum umění Olomouc
- Galerie umění Karlovy Vary
- Oblastní galerie v Liberci
- Galerie moderního umění v Roudnici nad Labem
- Severočeská galerie výtvarného umění v Litoměřicích
- Galerie výtvarného umění v Chebu
- Galerie Klatovy-Klenová
- Muzeum grafiky a designu Benešov
- Česká pojišťovna, Praha
- Galerie Benedikta Rejta, Louny
- Galerie Gema, Praha
- soukromé sbírky v ČR, USA, Argentině, Velké Británii

### Realizace (výběr)
- 1943-1953 sakrální prostory (s arch. Jaroslavem Čermákem)
- 1948 mříž kostela sv. Martina, Martin
- 1953 oltář kostela Krista Krále, Ostrava (s. V. Boštíkem)
- 1961 koberec, hotel International Praha, knihkupectví Svazu čs. spisovatelů
- 1973 dekorace interiéru, KD Novodvorská
- 1980 tapiserie, zasedací sál OIRT

### Samostatné výstavy
- 1959 Jiří Mrázek: Textil obrazy, Alšova síň Umělecké besedy, Praha
- 1964 Jiří Mrázek, Galerie Václava Špály, Praha
- 1970 Jiří Mrázek: Obrazy, Galerie Platýz
- 1982 Jiří Mrázek: Obrazy, Ústav makromolekulární chemie (ÚMCH), výstavní síň, Praha
- 1983 Jiří Mrázek: Obrazy a kresby z let 1943 - 83, Ústřední kulturní dům železničářů, Praha
- 1986 Jiří Mrázek: Kresby, Galerie Opatov, Praha
- 1988/89 Jiří Mrázek: Obrazy a kresby, GU Karlovy Vary, GMU Roudnice nad Labem, GVU Cheb
- 1993 Jiří Mrázek: Dobývání tvaru, Divadlo hudby OKS, Olomouc
- 1993/1994 Jiří Mrázek: Obrazy a kresby, Galerie Gema, Praha, Art Galerie, Žďár nad Sázavou
- 1997 Jiří Mrázek: Akvarely, Malá výstavní síň, Nemocnice s poliklinikou, Louny
- 1998 Jiří Mrázek: Práce 1940 - 1998, Výstavní síň Husova 19-21, Praha, Galerie Gema, Praha
- 1999 Česká kresba 12, Jiří Mrázek, Galerie umění Karlovy Vary
- 2000 Jiří Mrázek: Práce na papíře / 1992-96, Rekonvalinky / 1996-97, Galerie Jiřího Jílka, Šumperk
- 2001 Jiří Mrázek: Čtverečky, Galerie U Bílého jednorožce, Klatovy, Horácká galerie v Novém Městě na Moravě,
- 2007 Jiří Mrázek: Obrazy, Museum Kampa, Praha
- 2016 Jiří Mrázek, „Terra incognita“, Museum Kampa Praha[9]

### Katalogy (výběr)
- Jiří Mrázek: Terra Incognita, Museum Kampa, Praha 2016, ISBN 978-80-87344-30-9
- Jiří Mrázek: Čtverečky, 2007, Machalický Jiří, Mládková Meda, kat. 18 s., Museum Kampa – Nadace Jana a Medy Mládkových, Praha, ISBN 978-80-254-0520-8
- Jiří Mrázek: Čtverečky, 2002, Mrázek Jiří, Valoch Jiří, kat. 48 s., Gema Art Group s.r.o., Praha
- Jiří Mrázek: Práce na papíře / 1992-96, Rekonvalinky / 1996-97, 2000, Koval Miroslav, Mrázek Jiří, kat. 8 s., Galerie Jiřího Jílka, Šumperk
- Česká kresba 12, Jiří Mrázek, 1999, Sedláček Zbyněk, kat. 12 s., Galerie umění Karlovy Vary
- Jiří Mrázek: Práce 1940 - 1998, 1998, Bartovský Václav, Mrázek Jiří, Pánková Marcela, Sedláček Zbyněk, Zemina Jaromír, kat. 118 s., Gema Art Group, spol. s.r.o., Praha
- Jiří Mrázek: An American Tribute, 1993, Freeman Lee A., Jr., Mrázek Jiří, Nixon Michael, Pánková Marcela, kat. 56 s., Meridian Printing, East Greenwich
- Jiří Mrázek, 1988, Mrázek Jiří, Pánková Marcela, kat. 28 s., Galerie umění Karlovy Vary
- Jiří Mrázek: Obrazy a kresby z let 1943 - 83, 1983, Kohoutek Jiří, kat. 24 s., ÚKDŽ Praha
- Jiří Mrázek: Textil, obrazy, 1959, Bartovský Václav, jednolistá skládačka, Umělecká beseda Praha